# Sing Out Loud
Sing Out Loud är debutalbumet från den danska-guatemalanska sångerskan Soluna Samay. Det släpptes den 23 september 2011 och är producerat av Jesper Mejlvang och Michael Friis. Albumet innehåller fjorton låtar.

## Låtlista
1. Two Seconds Ago - 3:37
2. Insanity - 4:09
3. My Own Medicine - 2:27
4. Everything You Do - 3:43
5. Pipe Dream - 3:58
6. World In Colors - 3:44
7. Mama - 4:09
8. Like A Rose - 5:21
9. Sing Out Loud - 4:01
10. Number 24 - 3:35
11. Do You Understand Me Now - 3:22
12. All This Time - 3:41
13. Winter Song - 3:59
14. See You In June - 4:20

## Musikvideor
- "Two Seconds Ago" (Officiell singel)
- "My Own Medicine"
- "Everything You Do"